# 賑わいの像

賑わいの像

賑わいの像（にぎわいのぞう）は、東京都台東区上野のアメヤ横丁（アメ横商店街連合会）にある石像である。

## 概要
1987年、東北・上越新幹線の上野駅乗り入れ、および周辺道路のカラー舗装化完成を記念して設置された。東京都台東区上野4丁目7番8号、アメ横中央通りとアメ横中通りの交差地点に設置されている。この位置はアメ横センタービルの先端に該当する。
制作者である関孝行は、アメ横とは目と鼻の先に位置する東京藝術大学大学院の彫刻専攻を修了の後、当時は助手として同大学に勤めており、地元の縁で像の制作を引き受けることになった。関によれば、像はにぎやかさをイメージして制作したもので、猫や狸ではなく、人間を表したものだという。
1991年には像の台座部分に、新幹線上野駅設置を実現した地元団体の活動を讃えるプレートが台東区長名で設置された。また、2009年にはイラストレーターの小沢聖により、像を戯画化したキャラクターが作られ、このキャラクターをあしらったキャラクター製品がアメ横商店街連合会によって販売されるなど、新たな展開が行われている。
フジテレビ、月9ドラマ『月の恋人〜Moon Lovers〜』第2話にて、二宮真絵美（篠原涼子）とリュウ・シュウメイ（リン・チーリン）がアメ横で待ち合わせするシーンは、賑わいの像の前で撮影され、オンエアでも背景に写っている。
商売繁盛をはじめとした祈願する事がある（アメ横商店街連合会青年部より）。